# Penelope Heyns
Penelope "Penny" Heyns (Springs, 8. studenog 1974.) je bivša južnoafrička plivačica.
Dvostruka je olimpijska pobjednica u plivanju, a 2007. godine primljena je u Kuću slavnih vodenih sportova.